# El Viso del Alcor
El Viso del Alcor település Spanyolországban, Sevilla tartományban. El Viso del Alcor Mairena del Alcor és Carmona községekkel határos. Lakosainak száma 19 310 fő (2024).

## Népesség
A település népessége az elmúlt években az alábbi módon változott:
| Lakosok száma | 16 276 | 16 805 | 17 714 | 18 351 | 18 990 | 19 119 | 19 234 | 19 266 | 19 161 | 19 310 |
|               | 2001   | 2004   | 2007   | 2009   | 2012   | 2014   | 2017   | 2019   | 2022   | 2024   |